# Carneopezizella
Carneopezizella is een monotypisch geslacht van schimmels in de familie Helotiaceae. Het bevat alleen Carneopezizella salicicola. 
'